# فرنون أرنت
فرنون أرنت هو سياسي ورجل أعمال من جامايكا، شغل عضوية مجلس النواب في جامايكا، كما شغل منصب وزير المالية والخدمة العامة.